# 100 code
100 code est une série télévisée germano-suédoise produite, écrite et réalisée par Robert Moresco et diffusée en Suède à partir du 6 mars 2015 sur Kanal 5, et en Allemagne à partir du 14 mars 2015 SUR Sky Deutschland. La série est inspirée du roman Merrick (2014) de Ken Bruen.
En France, la série a été diffusée dans Serial Thriller à partir du 22 novembre 2015 sur 13e rue.

## Synopsis
Cette série policière germano-suédoise se déroule principalement à Stockholm.
Elle débute avec la collaboration d'un flic de New York qui souhaite poursuivre ses enquêtes en Suède sur la trace d'un serial killer. Il est accompagné d'un flic de Stockholm qui entend démissionner dans les 15 prochains jours.